# 9821 Ґітакресакова
9821 Ґітакресакова (9821 Gitakresáková) — астероїд головного поясу, відкритий 26 березня 1971 року.
Тіссеранів параметр щодо Юпітера — 3,519.